# Sutadta Chuewulim
Sutadta Chuewulim (taj.: สุทัตตา เชื้อวู้หลิม; ur. 19 grudnia 1992 w Bangkoku w Tajlandii) – tajska siatkarka, gra jako przyjmująca. Obecnie występuje w drużynie Federbrau.